# William Boyd (attore)
William Lawrence Boyd (Hendrysburg, 5 giugno 1895 – Laguna Beach, 12 settembre 1972) è stato un attore statunitense.

## Biografia
Nato nella contea di Belmont, stato dell'Ohio, è celebre per aver interpretato il ruolo di Hopalong Cassidy in vari film western e nell'omonima serie televisiva andata in onda dal 1952 al 1954.
Si sposò cinque volte:
- Laura Maynard
- Ruth Miller
- Elinor Fair
- Dorothy Sebastian
- Grace Bradley

## Filmografia parziale

### Attore
- Old Wives for New, regia di Cecil B. DeMille (1918)
- Was He Guilty?, regia di Francis J. Grandon (1919)
- The Six Best Cellars, regia di Donald Crisp (1920)
- Perché cambiate moglie? (Why Change Your Wife?), regia di Cecil B. DeMille (1920)
- The City of Masks, regia di Thomas N. Heffron (1920)
- A City Sparrow, regia di Sam Wood (1920)
- Something to Think About, regia di Cecil B. DeMille (1920)
- The Jucklins, regia di George Melford (1921)
- Paying the Piper, regia di George Fitzmaurice (1921)
- Il frutto proibito (Forbidden Fruit), regia di Cecil B. DeMille (1921)
- Fatty e i suoi milioni (Brewster's Millions), regia di Joseph Henabery (1921)
- A Wise Fool, regia di George Melford (1921)
- Moonlight and Honeysuckle, regia di Joseph Henabery (1921)
- Fragilità, sei femmina! (The Affairs of Anatol), regia di Cecil B. DeMille (1921)
- After the Show, regia di William C. de Mille (1921)
- Exit the Vamp, regia di Frank Urson (1921)
- Paradiso folle (Fool's Paradise), regia di Cecil B. DeMille (1921)
- La coppia ideale (Saturday Night), regia di Cecil B. DeMille (1922)
- Il mozzo dell'Albatros (Moran of the Lady Letty), regia di George Melford (1922)
- Bobbed Hair, regia di Thomas N. Heffron (1922)
- Nice People, regia di William C. de Mille (1922)
- Il giovane Rajah (The Young Rajah), regia di Phil Rosen (1922)
- Michael O'Halloran, regia di James Leo Meehan (1923)
- Adam's Rib, regia di Cecil B. DeMille (1923)
- The Temple of Venus, regia di Henry Otto (1923)
- Hollywood, regia di James Cruze (1923)
- Enemies of Children, regia di Lillian Ducey e John M. Voshell (1923)
- Il trionfo (Triumph), regia di Cecil B. DeMille  (1924)
- Changing Husbands, regia di Paul Iribe, Frank Urson (1924)
- Tarnish, regia di George Fitzmaurice (1924)
- Anime nel turbine (Feet of Clay), regia di Cecil B. DeMille  (1924)
- Forty Winks, regia di Paul Iribe, Frank Urson (1925)
- The Midshipman, regia di Christy Cabanne (1925)
- La strega di York (The Road to Yesterday) (1925)
- Steel Preferred, regia di James P. Hogan (1925)
- The Volga Boatman, regia di Cecil B. DeMille (1926)
- Eve's Leaves
- Valanga di bisonti (The Last Frontier), regia di George B. Seitz (1926)
- Her Man o' War
- Jim, the Conqueror
- Wolves of the Air, regia di Francis Ford (1926)
- Il veliero trionfante (The Yankee Clipper), regia di Rupert Julian (1927)
- Il re dei re (The King of Kings), regia di Cecil B. DeMille (1927)
- Two Arabian Knights, regia di Lewis Milestone (1927)
- Dress Parade, regia di Donald Crisp (1927)
- The Night Flyer, regia di Walter Lang (1928)
- Grattacieli (Skyscraper), regia di Howard Higgin (1928)
- The Cop, regia di Donald Crisp (1928)
- Power
- La canzone del cuore  (Lady of the Pavements), regia di D.W. Griffith (1929)
- Tutti per uno (The Leatherneck), regia di Howard Higgin  (1929)
- His First Command (1929)
- Il grande giuoco (The Big Gamble), regia di Fred Niblo  (1931)
- L'agguato dei sottomarini (1931)
- Gli arditi del cinema (1933)
- The Eagle's Brood (1935)
- Heart of the West  (1936)
- Call of the Prairie (1936)
- Burning Gold, regia di Sam Newfield (1936)
- L'evaso giustiziere (1936)
- Hopalong Cassidy Returns (1936)
- L'agguato, regia di Nate Watt (1936)
- Borderland (1937)
- Giustizia per gli indios (1937)
- North of the Rio Grande (1937)
- Rustlers' Valley (1937)
- Hopalong Rides Again (1937)
- I volontari del Texas (1937)
- La legge dei bruti (1938)
- Cassidy of Bar 20 (1938)
- Heart of Arizona (1938)
- Bar 20 Justice (1938)
- In Old Mexico (1938)
- Pride of the West (1938)
- I fuorilegge della frontiera (1938)
- Sunset Trail (1939)
- Silver on the Sage (1939)
- Renegade Trail (1939)
- Law of the Pampas  (1939)
- Range War (1939)
- Stick to Your Guns (1941)
- Twilight on the Trail (1941)
- Outlaws of the Desert (1941)
- Undercover Man (1942)
- Lost Canyon (1942)

### Regista
- Men of America co-regia Ralph Ince  (1932)